# 中村健吾
中村 健吾（なかむら けんご、1965年 - ）は、日本のベーシスト、コンポーザー。大阪市出身。

## 人物
- 佛教大学文学部国文学科卒業。
- 1988年バークリー音楽大学入学。卒業後はニューヨークに拠点を移す。
- ウィントン・マルサリス・グループのメンバー。

## ディスコグラフィー
- 「ディバイン」（2001年）
- 「セイ・ハロー・トゥ・セイ・グッバイ」（2002年）
- 「ROOTS」（2005年）
- 「Generations」（2008年）